# Mario Iceta
Mario Iceta Gavicagogeascoa (Guernica y Luno, Vizcaya, 21 de marzo de 1965) es un obispo católico español. De 2010 a 2020 fue obispo de Bilbao  y desde el 5 de diciembre de 2020, arzobispo de Burgos.

## Biografía
Nació en Guernica y Luno (Vizcaya) el 21 de marzo de 1965. Tras licenciarse en Medicina y Cirugía por la Universidad de Navarra, cursó los estudios de Teología, primero en la Universidad de Navarra y posteriormente en el Seminario Mayor de San Pelagio de Córdoba.
Obtuvo los doctorados en Medicina y Cirugía (1995), con una tesis doctoral sobre Bioética y Ética Médica, y en Teología (2002), con una tesis sobre Moral fundamental. A su vez un máster en Economía y miembro de la Real Academia de Córdoba. Habla, además de castellano y euskera, inglés, francés, alemán e italiano.

### Sacerdocio
El 16 de julio de 1994 fue ordenado sacerdote por el obispo José Antonio Infantes Florido quedándose a servir a la diócesis de Córdoba.
Desarrolló su ministerio sacerdotal en la diócesis de Córdoba, donde fue párroco in solidum de la parroquia Nuestra Señora de la Asunción de Priego de Córdoba (1994), fue también párroco de la Inmaculada de Almodóvar del Río (2002), de Santo Domingo de Lucena, y vicario episcopal de la Campiña (2004), canónigo penitenciario (2005), vicario general y ecónomo catedralicio (2007). Igualmente, fue el iniciador y primer director del Centro de Orientación Familiar San Juan Pablo II de la vicaria de la campiña con sede en Lucena.

### Episcopado

#### Obispo en Bilbao
El 5 de febrero de 2008 fue nombrado obispo titular de Álava y auxiliar de Bilbao por el papa Benedicto XVI. Recibió la consagración episcopal en la catedral de Bilbao el 12 de abril de 2008 por Ricardo Blázquez Pérez, en presencia de unos tres mil fieles y más de una veintena de obispos. Nombrado administrador apostólico de la diócesis de Bilbao el 17 de abril de 2010, tras la marcha de Ricardo Blázquez a Valladolid.
El 24 de agosto de 2010, la Santa Sede hizo público su nominación como 6.º obispo de Bilbao. El 11 de octubre del mismo año, coincidiendo con la festividad de la Virgen de Begoña, patrona de la diócesis, se celebró la toma de posesión en la catedral de Santiago de Bilbao.

#### Gestión de CajaSur
El Banco de España abrió un expediente a los exdirectivos y consejeros sobre la gestión de CajaSur en el periodo 2005-2010, entre los que se encontraba Iceta. CajaSur era entonces un caja de ahorros controlada por el Cabildo Catedralicio de Córdoba.
En 2013 la Audiencia Nacional desestimó el recurso formulado por Iceta y fue sancionado con una multa de 30.000 euros por el Banco de España por su participación en la gestión CajaSur hasta su intervención por el Fondo de Reestructuración Ordenada Bancaria (FROB). Iceta fue multado por la comisión de la infracción muy grave consistente en “presentar la entidad de crédito, o el grupo consolidable o conglomerado financiero a que pertenezca, deficiencias en su estructura organizativa, en sus mecanismos de control interno o en sus procedimientos administrativos y contables, incluidos los relativos a la gestión y control de riesgos, cuando tales deficiencias pongan en peligro la solvencia o viabilidad de la entidad o la del grupo consolidable o conglomerado financiero al que pertenezca”.

#### Arzobispo de Burgos
El 6 de octubre de 2020 el papa Francisco lo nombró arzobispo de Burgos en sustitución de Fidel Herráez, al cumplir este la preceptiva edad de jubilación. Tomó posesión el 5 de diciembre de 2020 en la catedral de Burgos.
El 3 de mayo de 2022 fue nombrado miembro de la Congregación para el Culto Divino y la Disciplina de los Sacramentos ad quinquennium.
El 18 de noviembre de 2022 recibió el nombramiento como Hermano Mayor Honorario de la Cofradía de Begoña de Bilbao.
El 29 de mayo de 2024 se hizo público su nombramiento como comisario pontificio ad nutum Sanctae Sedis de los monasterios de Belorado, Orduña y Derio.

#### Conferencia Episcopal Española
En la Conferencia Episcopal Española es miembro de la Comisión Ejecutiva para el cuatrienio 2024-2028. Anteriormente ha sido:
- Noviembre 2008 - marzo 2011: miembro de la Subcomisión Episcopal para la Familia y Defensa de la Vida.
- Trienio 2011-2014: miembro de la Comisión Episcopal de Liturgia y de la Subcomisión Episcopal para la Familia y la Defensa de la Vida.
- Trienio 2014-2017: vicepresidente de la Comisión Episcopal de Apostolado Seglar y presidente de la Subcomisión Episcopal para la Familia y la Defensa de la Vida.
- Trienio 2017-2020: vicepresidente de la Comisión Episcopal de Apostolado Seglar y presidente de la Subcomisión Episcopal para la Familia y la Defensa de la Vida.
- Cuatrienio 2020-2024: miembro de la Comisión Ejecutiva.